# Enrico Antiporda
Enrico Antiporda este atât scriitor cât și un artist vizual ale cărui lucrări au fost expuse la specatacolele și galeriile de artă din California. El a crescut în Manila, Filipine și este licențiat în Administrarea Afacerilor.
Este autorul romanului „Trupa de țigani”, publicat în ianuarie 2000.